# Canossa
Canossa (Canòsa in dialetto reggiano) è un comune italiano di 3 767 abitanti della provincia di Reggio Emilia in Emilia-Romagna.
Fino al 1991 era chiamato Ciano d'Enza (Ciân o Siân in dialetto reggiano), tuttavia tale nome è stato mantenuto dal capoluogo, per cui da quel momento è divenuto un comune sparso.

## Geografia fisica

### Territorio

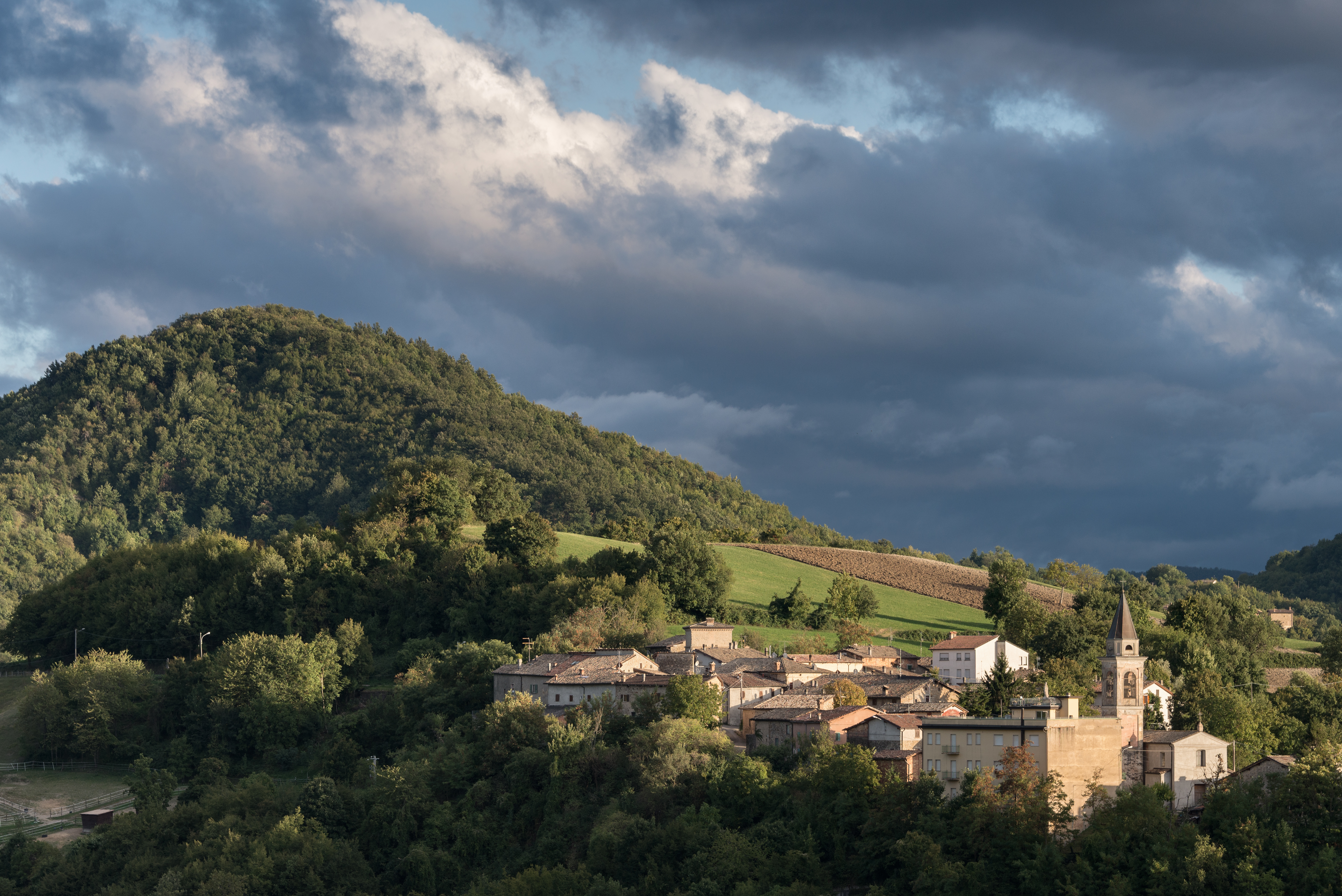
La frazione di Ceredolo dei Coppi e alle spalle il Monte Pulce

Il comune di Canossa sorge sulla sponda destra del torrente Enza, presso il confine con la provincia di Parma. Il capoluogo comunale, Ciano d'Enza, sorge a 25 chilometri a sud-ovest di Reggio Emilia nell'Appennino Emiliano. L'abitato di Ciano d'Enza si trova su un terrazzo alluvionale circondato dalle catene montuose calanchive della provincia di Parma e da quelle del comune di Canossa, in particolare alle spalle del paese si trova il verdeggiante monte Albano alle cui spalle si nota a fianco del castello di Canossa, ricoperto da boschi di querce, il monte Tesa (690 m s.l.m.), quinta cima più elevata del comune, mentre a sud ritroviamo le rupi di Rossena e Rossenella. La vetta più elevata è il Monte Pulce (739 m s.l.m.), seguito da Monte Muggi (727 m.s.l.m), Monte Cavaliere (701 m s.l.m.), Monte Staffola (693 m.s.l.m) e il sopracitato Monte Tesa.

### Clima
Il comune è caratterizzato da clima di valle per la frazione di Ciano d'Enza, con inverni nevosi e molto rigidi ed estati calde, ma ventilate di giorno dalla brezza di valle che soffia da nord verso sud e di notte dalla brezza di monte da sud verso nord; mentre clima tipicamente montano caratterizza il resto del territorio.
Grazie alla sua elevazione durante il giorno in inverno il paese emerge dalle nebbie che ricoprono la pianura a partire dalla zona pedecollinare di San Polo d'Enza, mentre di sera è possibile riscontrare la risalita di questa nebbia che non perdura per più di qualche ora sul territorio, dando spettacoli suggestivi alla zona dei castelli.
| Canossa             | Mesi | Mesi | Mesi | Mesi | Mesi | Mesi | Mesi | Mesi | Mesi | Mesi | Mesi | Mesi | Stagioni | Stagioni | Stagioni | Stagioni | Anno |
| Canossa             | Gen  | Feb  | Mar  | Apr  | Mag  | Giu  | Lug  | Ago  | Set  | Ott  | Nov  | Dic  | Inv      | Pri      | Est      | Aut      | Anno |
| ------------------- | ---- | ---- | ---- | ---- | ---- | ---- | ---- | ---- | ---- | ---- | ---- | ---- | -------- | -------- | -------- | -------- | ---- |
| T. max. media (°C)  | 3,6  | 5,9  | 9,7  | 14,0 | 18,8 | 22,9 | 26,0 | 25,3 | 21,3 | 15,5 | 9,4  | 4,6  | 4,7      | 14,2     | 24,7     | 15,4     | 14,8 |
| T. min. media (°C)  | −1,9 | −0,7 | 2,1  | 5,6  | 9,7  | 13,2 | 15,7 | 15,5 | 12,6 | 8,3  | 3,7  | −0,3 | −1,0     | 5,8      | 14,8     | 8,2      | 7,0  |
| Precipitazioni (mm) | 63   | 60   | 68   | 79   | 74   | 61   | 48   | 65   | 78   | 101  | 104  | 78   | 201      | 221      | 174      | 283      | 879  |

## Storia
I primi abitanti della zona furono i Liguri, probabilmente della tribù dei Frinati. A nord dell'odierno insediamento di Ciano d'Enza sorgeva la città di Luceria. Fondata in quanto importante centro commerciale, decadde verso il IV secolo a causa di un disastro naturale, probabilmente un'inondazione o un terremoto, dato il gran numero di reperti rinvenuti nel corso degli scavi. Nei secoli bui le popolazioni che prima abitavano nella valle dell'Enza, s'insediarono nelle colline preappenniniche, fortificando i rilievi più difendibili, come le rupi di Canossa e Rossena. Il primo riferimento a Ciano è contenuto in una donazione fatta dal conte Arduino al monastero di San Prospero di Reggio nel quale viene menzionato come Cilianum.
Il principale fatto storico per cui la località è ricordata è l'umiliazione di Canossa. Infatti nel 1077, durante la lotta per le investiture, l'imperatore Enrico IV si umiliò davanti a papa Gregorio VII nel locale castello, affinché venisse ritirata la scomunica (da cui il detto "andare a Canossa", in segno di remissione e pentimento).

Da qui partì inoltre l'incarico per Irnerio di fondare lo studium di Bologna, col preciso scopo di diffondere la nobile legislazione romana, da alcuni secoli andata dimenticata.
In località Selvapiana, nei pressi dell'Enza, il poeta Francesco Petrarca trascorse l'estate del 1341, ospite di Azzo da Correggio. Vi terminò la stesura del suo poema Africa. A ricordo del suo soggiorno è stato eretto il Tempietto del Petrarca, con una statua del poeta, opera di Tommaso Bandini, e dipinti di Francesco Scaramuzza.
Nel 1847 Ciano, Borzano, Compiano, Gombio e Vedriano furono unite al Ducato di Modena e Reggio nell'ambito del trattato di Firenze.
Durante la seconda guerra mondiale a Ciano d'Enza operò un Commando anti-partigiano che si rese responsabile di diversi eccidi e massacri nell'Appennino reggiano e parmense.
Presso 'Rossena' si ritrovavano i dirigenti cattolici che facevano riferimento a Giuseppe Dossetti.
Nel 1991 il comune di Ciano d'Enza assunse l'attuale denominazione di Canossa.

## Monumenti e luoghi d'interesse

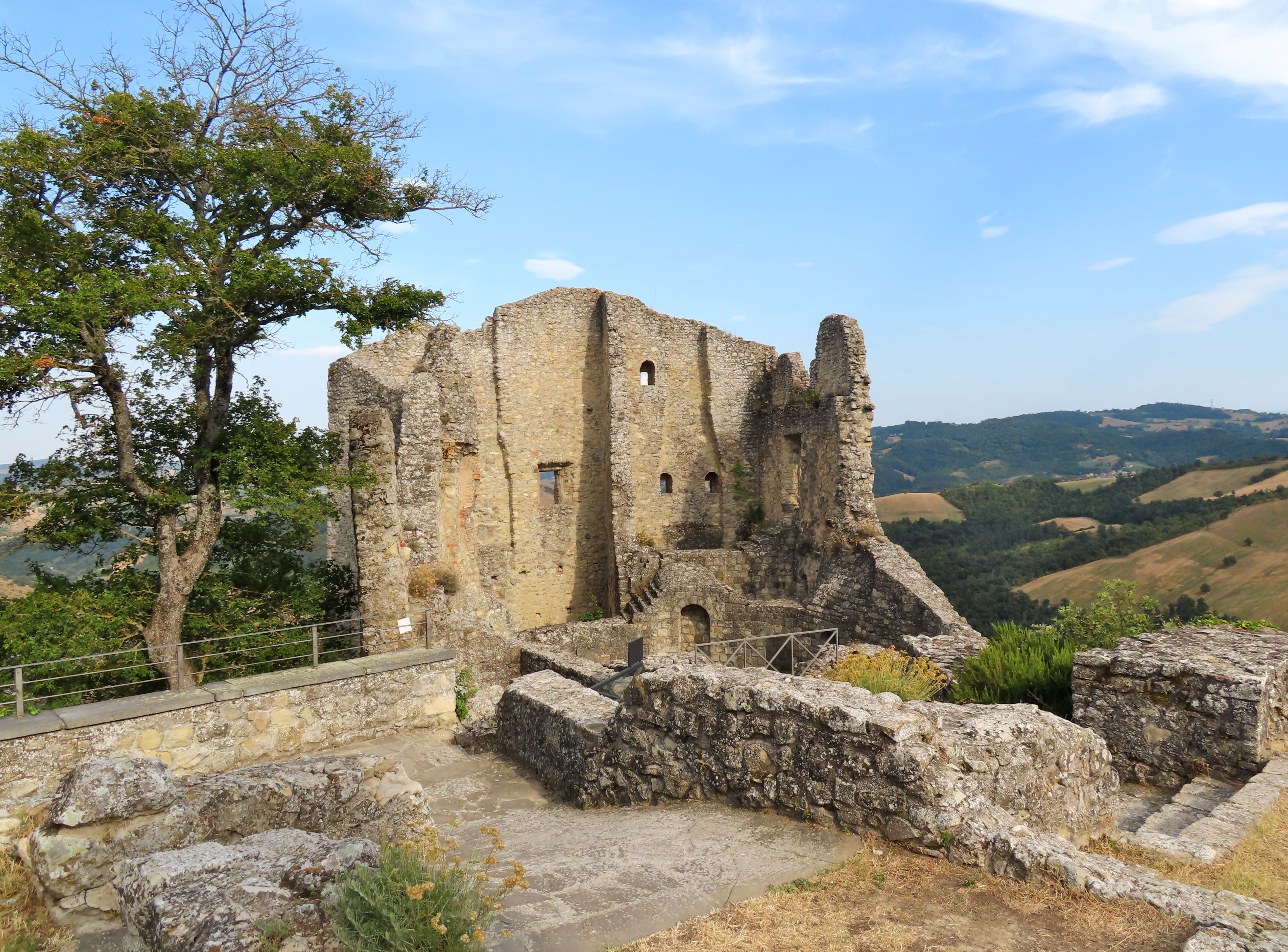
Ruderi del castello di Canossa

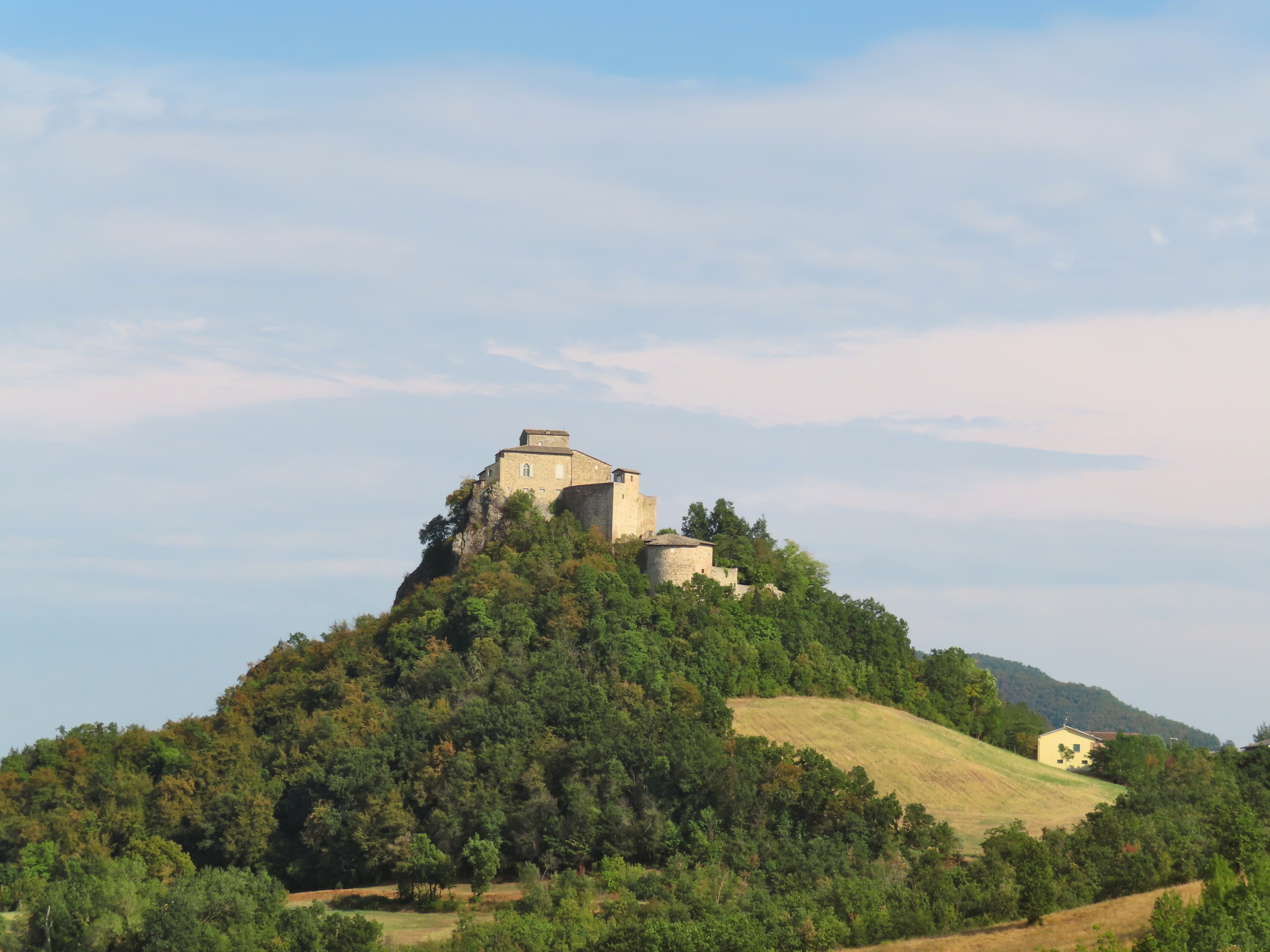
Castello di Rossena

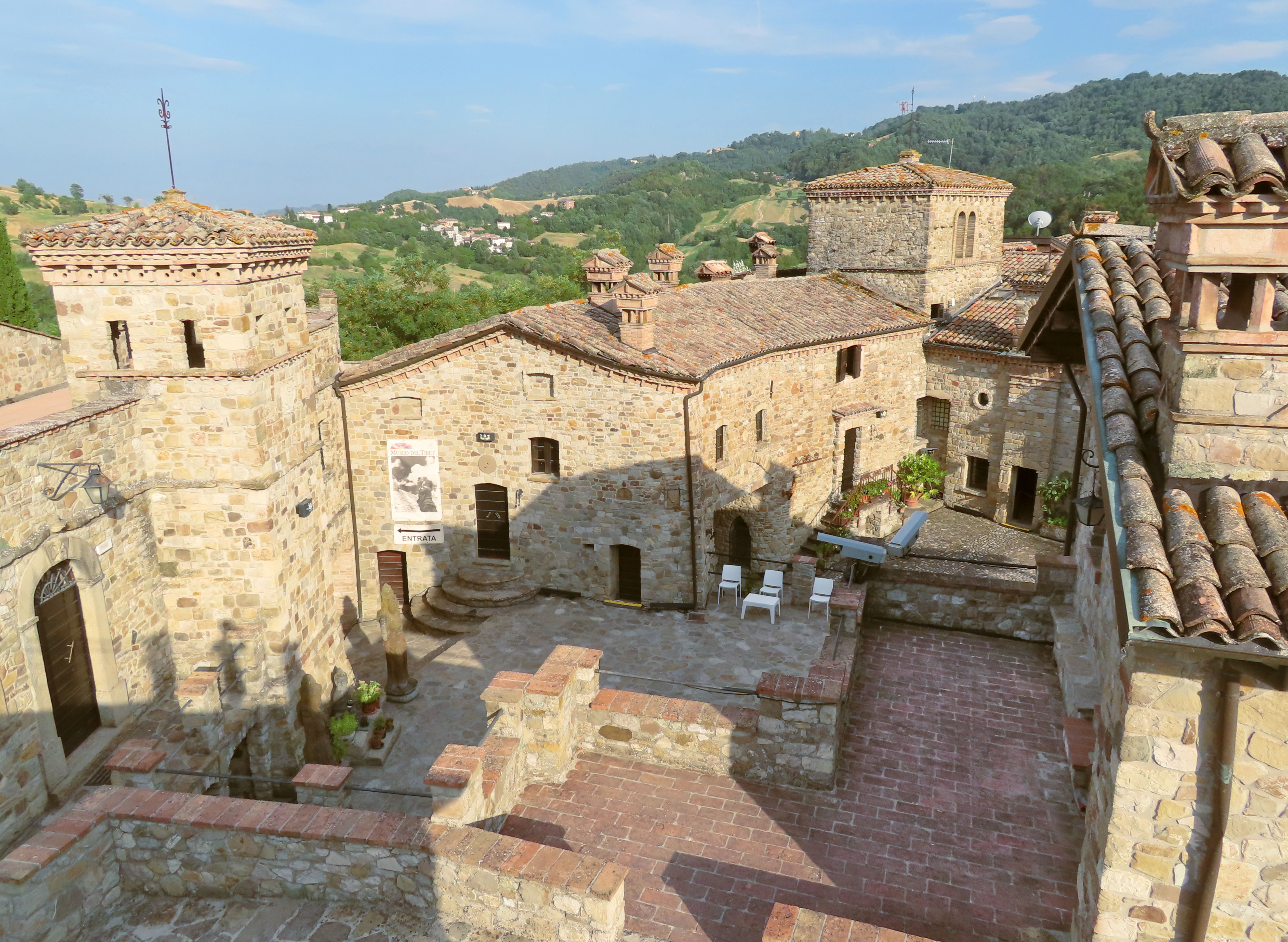
Antico borgo medievale Votigno

### Architetture religiose
- Chiesa di San Martino Vescovo a Ciano;
- Chiesa di Sant'Apollonio, ruderi del X secolo;
- Chiesa di San Matteo Apostolo nella frazione di Rossena;
- Chiesa di San Pellegrino, nella frazione di Ceredolo dei Coppi;
- Chiesa di San Bartolomeo, nella frazione di Borzano d'Enza;
- Chiesa di Santa Teresa d'Avila, nella frazione di Selvapiana;
- Chiesa di San Michele, nella frazione di Roncaglio;
- Chiesa di Sant'Antonino, nella frazione di Compiano;
- Chiesa di San Salvatore, nella frazione di Vedriano;
- Oratorio di Santa Maria Maddalena, nell'antico borgo di Cerezzola, con scorci di affreschi quattrocenteschi[10].

### Architetture militari
- Castello di Canossa
- Castello di Rossena
- Torre di Rossenella

### Siti archeologici
- Scavi archeologici di Luceria

### Riserve naturali
- Riserva naturale Rupe di Campotrera

## Società

### Evoluzione demografica
Abitanti censiti

### Etnie e minoranze straniere
Al 31 dicembre 2017 gli stranieri residenti nel comune sono 323, pari all'8,6% della popolazione. Di seguito sono riportati i gruppi più consistenti:
- Marocco: 122
- Romania: 40
- Ucraina: 35
- Tunisia: 20
- India: 17
- Polonia: 14
- Albania: 14

## Infrastrutture e trasporti

### Ferrovie
Presso il capoluogo comunale di Ciano si trova la stazione ferroviaria della linea Reggio-Ciano.

## Amministrazione
| Periodo         | Periodo         | Primo cittadino | Partito                                                       | Carica              | Note   |
| --------------- | --------------- | --------------- | ------------------------------------------------------------- | ------------------- | ------ |
| 23 aprile 1985  | 12 giugno 2004  | Alfredo Gennari | "Patto democratici" (alleanza di sinistra PCI, PSI, PRC, PDS) | Sindaco             | [ 13 ] |
| 13 giugno 2004  | 9 febbraio 2005 | Paolo Ronzoni   | lista civica d'ispirazione socialista                         | Sindaco             | [ 14 ] |
| 9 febbraio 2005 | 5 aprile 2005   | Adolfo Valente  | -                                                             | Comm. straordinario | [ 13 ] |
| 3 aprile 2005   | 1º giugno 2015  | Enzo Musi       | Democratici di Sinistra, poi Partito Democratico              | Sindaco             | [ 13 ] |
| 1º giugno 2015  | in carica       | Luca Bolondi    | "Uniti per Canossa"                                           | Sindaco             | [ 15 ] |

### Altre informazioni amministrative
Il comune di Canossa fa parte della Comunità montana dell'Appennino reggiano.

## Sport

### Calcio
Nel territorio è presente una squadra di calcio dilettantistico: l’Atletico Bibbiano-Canossa, che milita nella Seconda Categoria Reggiana. La squadra partecipa spesso al blasonato Torneo della Montagna.